# Lindsaea heterophylla
Lindsaea heterophylla är en ormbunkeart som beskrevs av Jonas Carlsson Dryander. Lindsaea heterophylla ingår i släktet Lindsaea och familjen Lindsaeaceae. Inga underarter finns listade.